# Imran Nshimiyimana
Imran Nshimiyimana (ur. 18 sierpnia 1994 w Kigali) – rwandyjski piłkarz grający na pozycji defensywnego pomocnika. Od 2021 jest zawodnikiem klubu Musanze FC.

## Kariera klubowa
Swoją karierę piłkarską Nshimiyimana rozpoczął w klubie AS Kigali FC. W sezonie 2010/2011 zadebiutował w jego barwach w pierwszej lidze rwandyjskiej. W latach 2012-2016 grał w Police FC, z którym w sezonie 2012/2013 wywalczył wicemistrzostwo Rwandy, a w 2015 roku zdobył Puchar Rwandy. W latach 2016-2019 występował w APR FC. Został z nim mistrzem kraju w sezonie 2017/2018, wicemistrzem w sezonie 2018/2019 oraz sięgnął po krajowy puchar w 2017 roku. W latach 2019-2021 był zawodnikiem Rayon Sports FC, z którym w sezonie 2019/2020 został wicemistrzem Rwandy. W 2021 przeszedł do Musanze FC.

## Kariera reprezentacyjna
W reprezentacji Rwandy Nshimiyimana zadebiutował 2 czerwca 2012 w przegranym 0:4 meczu eliminacji do MŚ 2014 z Algierią, rozegranym w Al-Bulajdzie.